# Semtěš
Semtěš település Csehországban, a Kutná Hora-i járásban. Semtěš Starkoč, Sovolusky, Turkovice, Podhořany u Ronova, Litošice és Bílé Podolí településekkel határos. Lakosainak száma 260 fő (2024. január 1.).

## Népesség
A település lakosságának változását az alábbi diagram mutatja:
| Lakosok száma | 627  | 648  | 608  | 405  | 331  | 249  | 279  | 265  | 276  | 260  |
|               | 1869 | 1900 | 1921 | 1961 | 1980 | 2011 | 2016 | 2019 | 2021 | 2024 |